# (1037) Davidweilla
(1037) Davidweilla – planetoida z grupy pasa głównego asteroid okrążająca Słońce w ciągu 3 lat i 142 dni w średniej odległości 2,25 au. Została odkryta 29 października 1924 roku w Algiers Observatory w Algierze przez Benjamina Jekhowsky’ego. Nazwa planetoidy pochodzi od Davida Weilla, członka Francuskiej Akademii Nauk oraz fundatora na rzecz Sorbony. Przed jej nadaniem planetoida nosiła oznaczenie tymczasowe (1037) 1924 TF.